# Bowie fascination
Espèce
Bowie fascination est une espèce d'araignées aranéomorphes de la famille des Ctenidae.

## Distribution
Cette espèce se rencontre au Viêt Nam dans la province de Điện Biên et en Chine au Yunnan dans le xian de Jiangcheng,,.

## Description
La carapace du mâle holotype mesure 8,7 mm de long sur 6,6 mm et l'abdomen 7,7 mm de long sur 4,6 mm.
La carapace de la femelle décrite par Chu, Lu, Li et Yao en 2022 mesure 9,9 mm de long sur 7,8 mm et l'abdomen 11,0 mm de long sur 7,3 mm.

## Systématique et taxinomie
Cette espèce a été décrite par Jäger en 2022.

## Étymologie
Son nom d'espèce lui a été donné en référence à Fascination, la chanson de David Bowie.

## Publication originale
- Jäger, 2022 : « Bowie gen. nov., a diverse lineage of ground-dwelling spiders occurring from the Himalayas to Papua New Guinea and northern Australia (Araneae: Ctenidae: Cteninae). » Zootaxa, no 5170(1), p. 1-200.